# Pityrogramma
Pityrogramma, rod papratnjača iz porodice bujadovki (Pteridaceae) rasprostranjen uglavnom po Americi. Zasada u rod je uključeno ukupno 24 vrsta (plus 6 hibrida), od kojih afričke vjerojatno pripadaju drugim rodovima.. 
Dio je potporodice Pteridoideae

## Vrste
1. Pityrogramma aurantiaca (Hieron.) C.Chr.
2. Pityrogramma austroamericana Domin
3. Pityrogramma calomelanos (L.) Link
4. Pityrogramma chrysoconia (Desv.) Maxon ex Domin
5. Pityrogramma chrysophylla (Sw.) Link
6. Pityrogramma dealbata (C.Presl) R.M.Tryon
7. Pityrogramma dukei Lellinger
8. Pityrogramma eggersii (Christ) Maxon
9. Pityrogramma euchrysa (Ekman ex C.Chr.) Ekman ex Testo
10. Pityrogramma ferruginea (Kunze) Maxon
11. Pityrogramma hirsuta Testo
12. Pityrogramma humbertii C.Chr.
13. Pityrogramma lehmannii (Hieron.) R.M.Tryon
14. Pityrogramma ochracea (C.Presl) Domin
15. Pityrogramma opalescens Sundue
16. Pityrogramma pearcei (T.Moore) Domin
17. Pityrogramma pulchella (T.Moore) Domin
18. Pityrogramma rupicola Pic.Serm.
19. Pityrogramma schizophylla (Baker) Maxon
20. Pityrogramma sulphurea (Sw.) Maxon
21. Pityrogramma tartarea (Cav.) Maxon
22. Pityrogramma triangulata (Jenman) Maxon
23. Pityrogramma trifoliata (L.) R.M.Tryon
24. Pityrogramma williamsii Proctor
25. Pityrogramma ×concolor (Baker) comb.ined.
26. Pityrogramma ×florentina (L.D.Gómez) comb.ined.
27. Pityrogramma ×herzogii (Rosenst.) L.D.Gómez
28. Pityrogramma ×longipes (Baker) comb.ined.
29. Pityrogramma ×mckenneyi W.H.Wagner
30. Pityrogramma ×watkinsii Testo

Sinonimi:
- Argyria Fée
- Calomelanos C.Presl
- Cerogramme Diels
- Ceropteris Link (nom. illeg.)
- Chrysodia Fée
- Neurogramma (C.Presl) Link
- Oligolepis Domin
- Trichophylla Domin
- Trismeria Fée
- Pityromeria L.D.Gómez